# Kotórz Mały
Kotórz Mały is een plaats in het Poolse district  Opolski (Opole), woiwodschap Opole. De plaats maakt deel uit van de gemeente Turawa en telt 930 inwoners.

## Verkeer en vervoer
- Station Kotórz Mały